# Municipio de Creek (Illinois)
El municipio de Creek (en inglés: Creek Township) es un municipio ubicado en el condado de DeWitt en el estado estadounidense de Illinois. En el año 2010 tenía una población de 471 habitantes y una densidad poblacional de 4,94 personas por km².

## Geografía
El municipio de Creek se encuentra ubicado en las coordenadas 40°5′27″N 88°52′10″O / 40.09083, -88.86944. Según la Oficina del Censo de los Estados Unidos, el municipio tiene una superficie total de 95.39 km², de la cual 91,7 km² corresponden a tierra firme y (3,86 %) 3,69 km² es agua.

## Demografía
Según el censo de 2010, había 471 personas residiendo en el municipio de Creek. La densidad de población era de 4,94 hab./km². De los 471 habitantes, el municipio de Creek estaba compuesto por el 95,75 % blancos, el 0,21 % eran afroamericanos, el 1,49 % eran asiáticos, el 0,64 % eran de otras razas y el 1,91 % eran de una mezcla de razas. Del total de la población el 0,42 % eran hispanos o latinos de cualquier raza.